# Strzeszów (Trzcińsko-Zdrój)
Strzeszów (deutsch Stresow, früher auch Streesow) ist ein Dorf in der Landgemeinde (Gmina) Trzcińsko-Zdrój (Bad Schönfließ) im Powiat Gryfiński (Greifenhagener Kreis) der polnischen Woiwodschaft Westpommern.

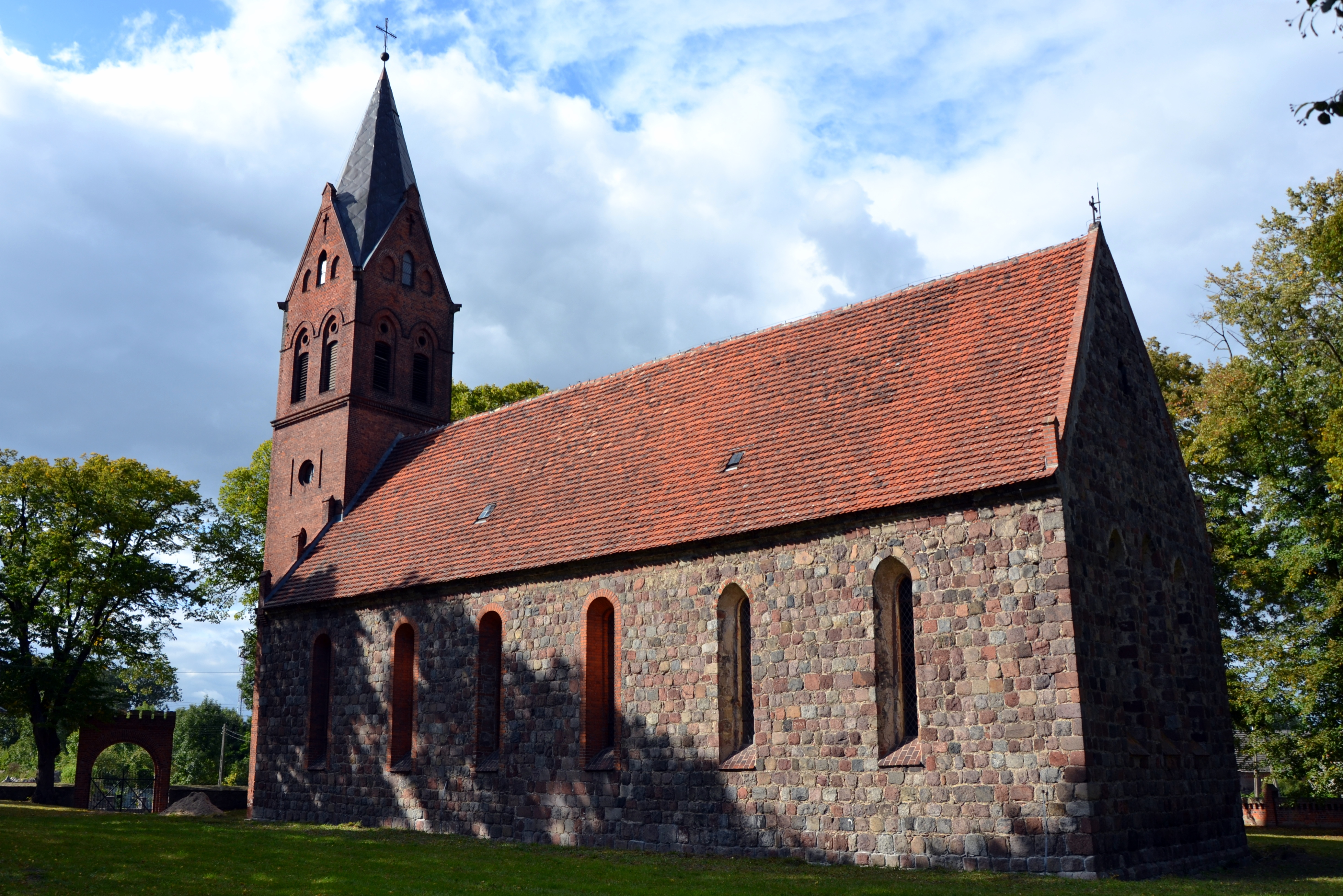
Dorfkirche, aus der zweiten Hälfte des 13. Jahrhunderts, Mauerwerk aus Granitstein-Quadern, bis 1945 Gotteshaus der evangelischen Gemeinde Stresow (Aufnahme 2012)

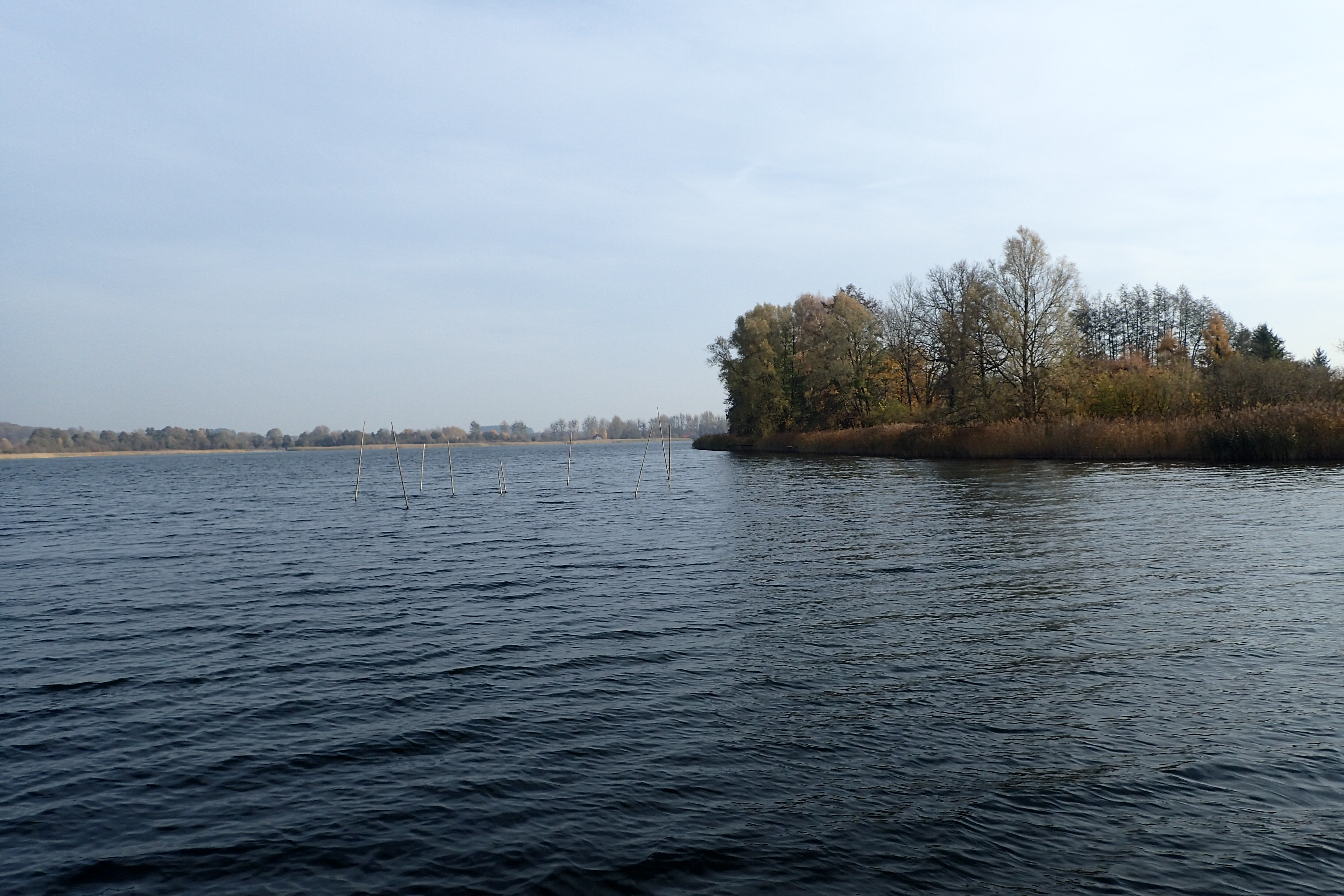
Großer Stresower See (Aufnahme 2018)

## Geographische Lage
Das Kirchdorf liegt in Hinterpommern, etwa 55 Kilometer südlich von Stettin, 35 Kilometer südsüdöstlich der Stadt Greifenhagen und 14 Kilometer südlich von Banie (Bahn).
An einem Berghang unweit des Dorfkerns befindet sich die Quelle Rummelspring, die früher als Heilquelle genutzt wurde und bei der auch ein Haus gestanden hatte.

## Geschichte

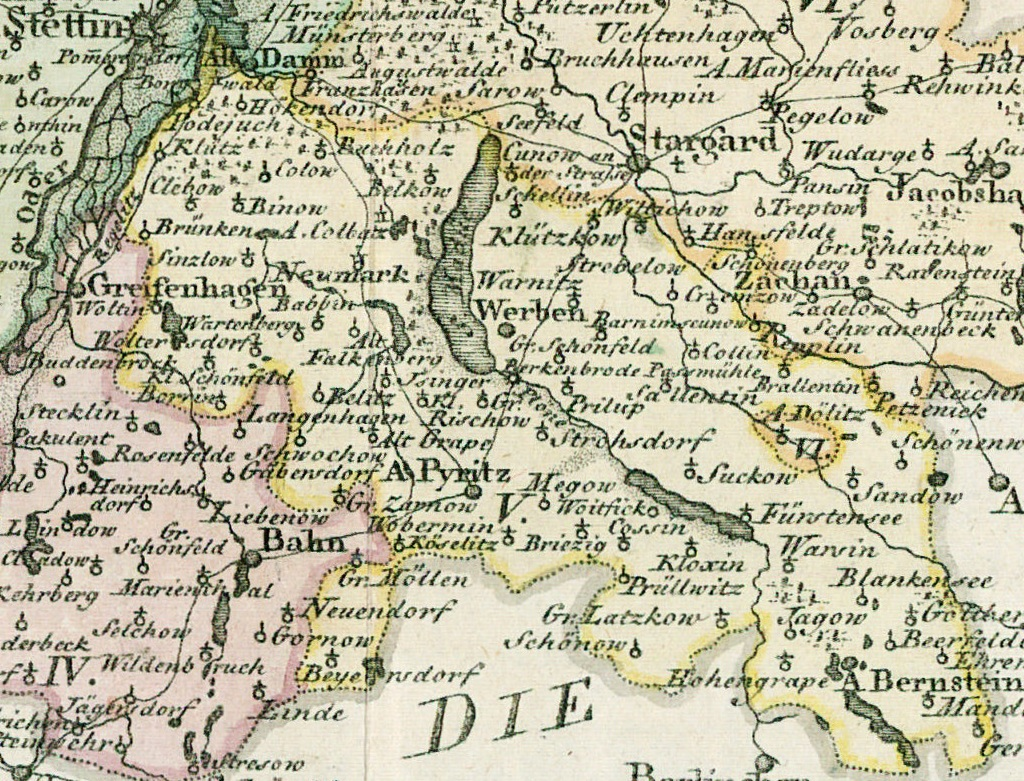
Kirchdorf Stresow, südsüdöstlich von Greifenhagen, südlich von Bahn und südlich von Wildenbruch auf einer Landkarte des 18. Jahrhunderts (unterer Bildrand)

Der Ortsname Stresow soll von dem slawischen Wort strǎza, für Wache, herrühren. Auf der Lubinschen Karte des Herzogtums Pommern von 1618 ist der Ort an der südlichen Landesgrenze als Strese verzeichnet.
Die Ortschaft befand sich in dem in Pommern liegenden Teil der Herrschaft Wildenbruch, mit dem Herzog Barnim I. im Jahr 1235 den Templerorden und nach dessen Zerschlagung Herzog Otto I. im Jahr 1311 den Johanniterorden belehnt hatte. Im Jahr 1459 wurde Stresow als Eigentumsortschaft der Johanniterkommende Wildenbruch bezeichnet; um die Wende vom 15. zum 16. Jahrhundert hatte das Dorf Stresow von 64 Hufen Abgaben in Form von Getreide an die residierenden Domherren von Cammin zu entrichten. Nach dem
Westfälischen Frieden kam die Herrschaft im Stettiner Grenzrezess von 1653 an die Krone Schwedens, wurde aber 1679 an Brandenburg-Preußen abgetreten.
Stresow gehörte noch im 18. Jahrhundert zur Herrschaft Wildenbruch, später zur Herrschaft Schwedt-Wildenbruch und dann zum Rentamtsbezirk Schwedt. Das Vorwerk Stresow wurde zwischen 1811 und 1832 von der Herrschaft Schwedt an die Bauerngemeinde vererbpachtet, die die Feldmark gemeinschaftlich bewirtschaftete.
Im Jahr 1945 gehörte Stresow zum Landkreis Greifenhagen im Regierungsbezirk Stettin der preußischen Provinz Pommern des Deutschen Reichs. Stresow war dem Amtsbezirk Steinwehr zugeordnet.
Gegen Ende des Zweiten Weltkriegs wurde die Region von der Roten Armee besetzt. Nach Einstellung der Kampfhandlungen wurde Stresow zusammen mit ganz Hinterpommern, jedoch ohne militärischen Sperrgebiete, seitens der sowjetischen Besatzungsmacht der Volksrepublik Polen zur Verwaltung überlassen. Anschließend wanderten Polen zu. Stresow wurde nun unter der Ortsbezeichnung „Strzeszów“ verwaltet. In der Folgezeit wurde die einheimische Bevölkerung von der polnischen Administration aus Stresow vertrieben.

### Demographie
| Jahr | Einwohner | Anmerkungen                                                                   |
| ---- | --------- | ----------------------------------------------------------------------------- |
| 1782 | –         | 53 Feuerstellen (Haushaltungen)                                               |
| 1818 | 458       | Dorf, mit Vorwerk, Wassermühle und Mutterkirche                               |
| 1852 | 672       | [ 12 ]                                                                        |
| 1864 | 741       | am 3. Dezember, auf einer Gemarkungsfläche von 4830 Morgen in 63 Wohngebäuden |
| 1867 | 723       | am 3. Dezember                                                                |
| 1871 | 741       | am 1. Dezember, in 68 Wohngebäuden; sämtlich Evangelische                     |
| 1890 | 694       | sämtlich Evangelische                                                         |
| 1910 | 521       | am 1. Dezember                                                                |
| 1925 | 524       | darunter 523 Evangelische und ein katholisches Gemeindemitglied               |
| 1933 | 534       | [ 20 ]                                                                        |
| 1939 | 429       | [ 20 ]                                                                        |

### Kirchspiel
Das evangelische Kirchspiel der Mutterkirche mit der Filiale Steinwehr gehörte früher zur Synode Bahn.